# Genitivattribut
Genitivattribut är ett genitivuttryck, som fungerar som attribut, alltså bestämning till ett substantiviskt ord. Attributet kan bestå av endast ett ord i genitiv eller av ett syntagm med genitivmarkören vanligen fäst vid huvudordet. Exempel: pappas bil, den fete mannens bil. Possessivpronomen i attributiv ställning kan betraktas som genitivattribut bara om en genitivändelse kan identifieras, till exempel hans bil (men inte min bil). Om genitivattributet inom sig rymmer ett prepositionsattribut kan genitivmorfemet fästas vid huvudordet eller vid hela frasen: Kungens av Danmark bröstkarameller eller Kungen av Danmarks bröstkarameller. Det senare anses idag som korrekt i till exempel svenska.
Det finns termer för olika slags genitivattribut. Exemplen ovan hänför sig till possessiv genitiv. I frasen ett första klassens hotell finns en kvalitativ genitiv. Om huvudordet är ett abstrakt substantiv, avlett av verb eller adjektiv, kan attributet vara en subjektiv genitiv, till exempel hustruns ankomst, snöns vithet. Om huvudordet är avlett av ett transitivt verb kan attributet vara en objektiv genitiv, till exempel barnets dop. Liknande betydelser kan realiseras även om huvudordet är konkret, till exempel Edisons uppfinning, bilens förare.
I kasusspråk finns i och för sig även dativattribut, instrumentalisattribut etc, men dessa termer är inte lika etablerade som genitivattribut. Här är ett exempel på latinets ablativus qualitatis: vir singulari virtute (en man av enastående tapperhet).